# ヘンリー・フォード
ヘンリー・フォード（Henry Ford、1863年7月30日 - 1947年4月7日）は、アメリカ合衆国の企業家。自動車会社フォード・モーターの創設者であり、工業製品の製造におけるライン生産方式による大量生産技術開発の後援者である。自動車王と称えられた。

## 人物
フォードは自動車を発明したわけではないが、アメリカの多くの中流の人々が購入できる初の自動車を開発・生産した。カール・ベンツが自動車の産みの親であるなら、自動車の育ての親はヘンリー・フォードとなる。
T型フォードは、世界で累計1,500万台以上も生産され、産業と交通に革命をもたらした。フォード・モーターの社主として、世界有数の富豪となり、有名人となった。
安価な製品を大量生産しつつ労働者の高賃金を維持する「フォーディズム」の創造者である。フォードはまた、消費者優先主義が平和の鍵だというグローバルなビジョンを持っていた。体系的なコスト削減を強力に推進し、多くの技術革新やビジネス上の革新をもたらした。例えば、北米全土および世界の主要都市にフランチャイズシステムによる販売店網を確立した。
遺産のほとんどをフォード財団に遺したが、遺族がその組織を恒久的に運営できるよう手配した。
第一次世界大戦のころには平和主義を主張したことで知られていると同時に『国際ユダヤ人』という書籍を出版するなど反ユダヤ主義者としても知られている。

## 生い立ち
1863年7月30日、ミシガン州ディアボーンのグリーンフィールドで生まれる。農場を経営する父ウィリアム・フォード (William Ford)  (1826–1905) はアイルランドのコーク県生まれで、元々は西イングランドの家系である。母メアリ・リトゴット・フォード (1839–1876) はミシガン州生まれでベルギーからの移民の末っ子だったが、幼いころ両親を亡くしたためオハーンという隣人の養子となっていた。6人兄弟の長男で、弟妹にはマーガレット・フォード (1867–1938)、ジェーン・フォード (c. 1868–1945)、ウィリアム・フォード (1871–1917)、ロバート・フォード (1873–1934) がいる。
十代になると父から懐中時計を与えられた。15歳のころには友人や近所の人たちの時計を何度も分解・組み立てし、時計修理がうまいという評判を得ている。
1876年に母が亡くなり、ショックを受ける。父は農場を継いでもらいたかったが、フォードは農作業を軽蔑していた。後に「私は農場には何の愛情も持っていなかった。私が愛していたのは農場にいる母だった」と記している。

## 機械工時代

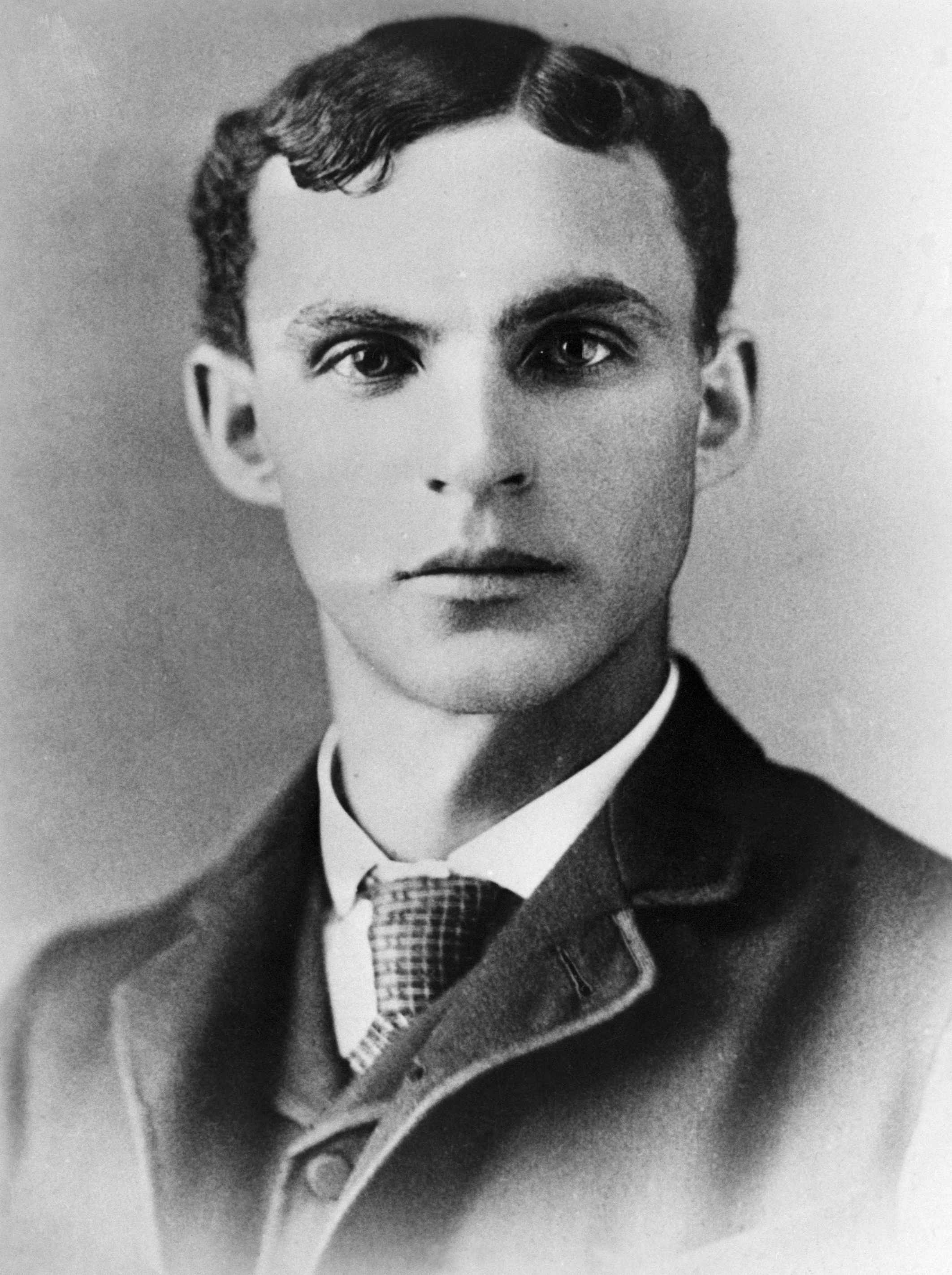
25歳のヘンリー・フォード (1888)

1879年に家を離れ、近くの都市デトロイトの James F. Flower & Bros. に見習い機械工として就職し、その後 Detroit Dry Dock Co. に移った。1882年、ディアボーンに戻って農場の仕事をしていたが、そこでウェスティングハウス製の可搬型蒸気機関の操作に熟達するようになった。その経験から後にウェスティングハウスで蒸気機関の修理工として雇われた。そのころデトロイトの Goldsmith, Bryant & Stratton Business College で簿記を学んでいる。20歳ころには日曜日に4マイル（約6.4キロ）離れた米国聖公会の教会に通っていた。
1888年、クララ・アラ・ブライアント (1866–1950) と結婚。そのころは農場と製材所経営で生計を立てていた。子は1人だけでエドセル (1893–1943) と名付けた。

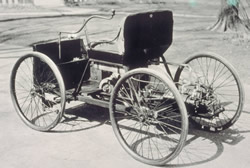
フォード初の自作4輪自動車 "Ford Quadricycle"

1891年にはエジソン照明会社の技術者となり、1893年にはチーフ・エンジニアに昇進した。これによって、フォードは内燃機関の個人的な実験に、十分な時間と金銭を費やすことが出来るようになり、同年のクリスマス・イブには自宅台所で妻クララと協業して初めての自作の内燃機関＜キッチンシンク・エンジン＞を稼働させた。幾多の実験の末、1896年に Ford Quadricycle と名付けた自作4輪自動車の製作に成功。6月4日には試運転を行った。様々な試運転の後、この四輪車の改良を検討した。同年、パーティ会場で尊敬するトーマス・エジソンに初めて会い自分の自動車への夢を熱く語り、エジソンはフォードを励ました。1898年、2台目の自動車を完成させた。

## 創業
1899年8月5日、エジソン照明会社を辞め、デトロイトの製材王ウィリアム・H・マーフィーの資金援助を得てデトロイト自動車会社を創業。副社長兼チーフ・エンジニアに就任。しかし生産した自動車は期待したより低品質で高価格で、同社は1901年1月に解散した。
C・ハロルド・ウィルズの助けを得てフォードが設計・製作した26馬力の自動車で1901年10月、レースに出場しよい結果を残した。この成功を見たマーフィーらデトロイト自動車会社の出資者らが1901年11月30日、ヘンリー・フォード・カンパニ を創業し、フォードはチーフ・エンジニアに就任した。1902年、マーフィーはコンサルタントとしてヘンリー・リーランドをつれてきた。その結果としてフォードは自身の名を冠したこの会社を去った。フォードが去るとマーフィーは同社をキャデラック自動車会社と社名変更している。
かつて自転車レーサーだったトム・クーパー (Tom Cooper) とチームを組み、80馬力以上のレースカー "999" を製作し、1902年10月レースでバーニー・オールドフィールドが運転して優勝した。その結果、古い知人でデトロイトの石炭販売業者アレキサンダー・Y・マルコムソンが支援を申し出た。彼らはフォード＆マルコムソン（Ford & Malcomson, Ltd. ）を創業。フォードは安価な自動車の設計を行い、工場を借りて、ジョンとホレス・E・ダッジの機械工場に16万ドル分の部品を発注した。

## フォード・モーター

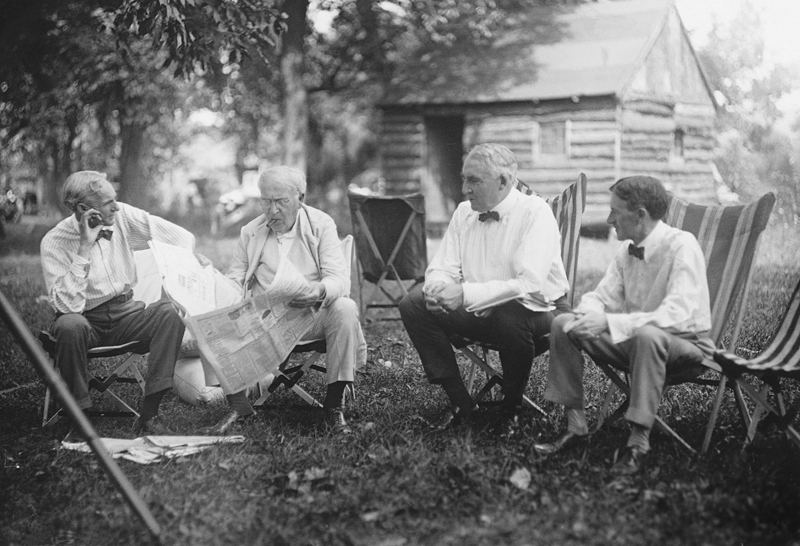
左端からフォードとエジソン、ウォレン・ハーディング大統領、ファイアストーン（1921年）

しかし、フォード＆マルコムソンの自動車の販売は鈍く、ドッジ兄弟が最初の出荷分への支払いを要求した際に危機が訪れた。その際マルコムソンは新たな出資者を集め、ドッジ兄弟には新会社の株式の一部を渡すことで納得させた。それにより1903年6月16日、Ford & Malcomson は資本金2万8千ドルで新会社フォード・モーター・カンパニーへと再結成された。最初の出資者はフォードとマルコムソンとドッジ兄弟のほかに、マルコムソンの叔父 John S. Gray、マルコムソンの秘書 en:James CouzensJames Couzens、マルコムソンと関わりが深い2人の法律家 John W. Anderson と Horace Rackham がいた。新しく設計した車の性能を見せるため、フォードはセントクレア湖の氷上1マイルを走らせ、39.4秒の記録を出し、自動車速度の世界新記録（91.37 mph＝147.05 km/h）を樹立した。バーニー・オールドフィールドはこの結果に納得し、国中でその自動車を運転して周り、アメリカ全土にフォードの名を広めた。フォードはまた、初期のインディ500も後援している。

### T型フォード

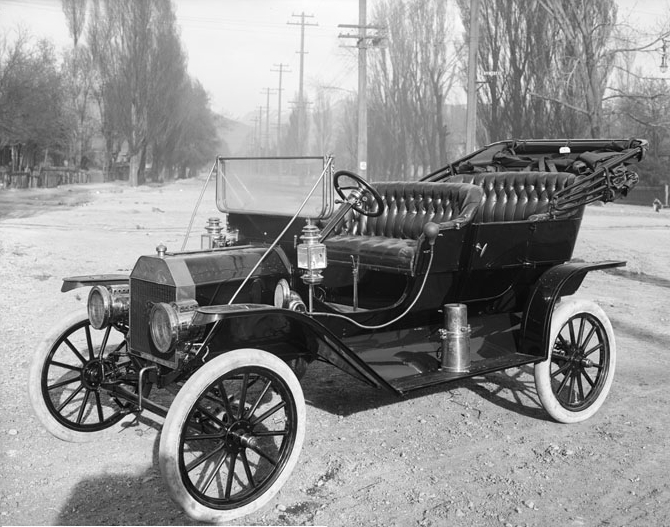
フォード・モデルT（1910年）

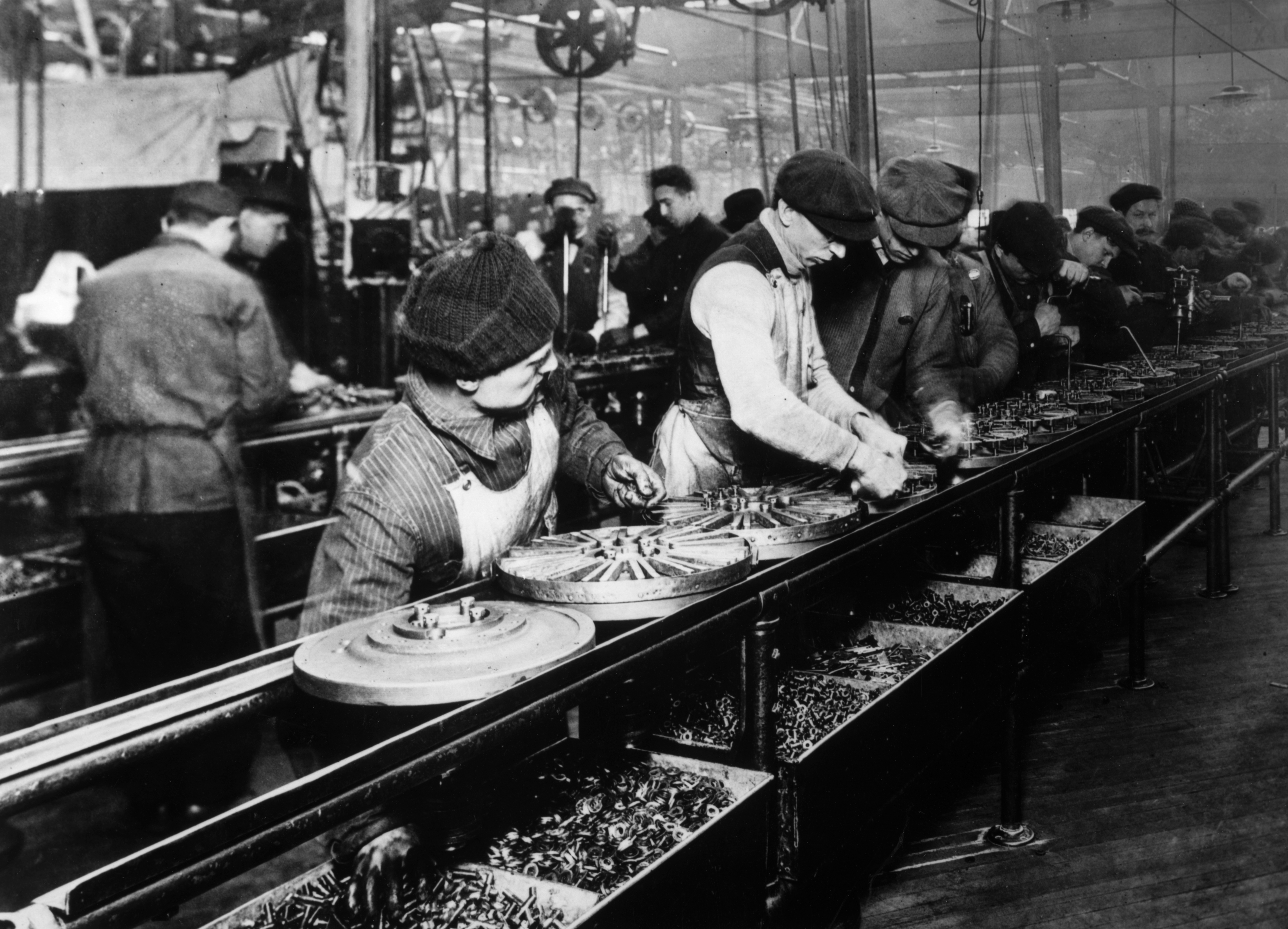
フォードの組み立てライン（1913年）

T型フォードは1908年10月1日に発表された。ハンドル（ステアリング）が左にあり、間もなく他社もそれに倣った。エンジンとトランスミッションは全体がボンネットで覆われている。エンジンは4気筒が一塊で鋳造されている。サスペンションには2つの半楕円形バネを使っている。運転は非常に単純で、修理も容易かつ安価に済む。1908年の発売当時、富裕層相手の手作りの自動車が3,000ドルから4,000ドル、同クラスの他メーカーの自動車でも1000ドル近い価格であったのに対し、T型フォードは825ドルの低価格であった。その後も年々価格が下がっていき、1920年代にはアメリカ人ドライバーなら誰でもT型フォードの運転方法を学んだことがあるという状況になっていた。
フォードは新製品についての記事や広告をデトロイトのあらゆる新聞に掲載させる大々的広告展開を行った。また販売店網を確立し、北米のほとんどの都市に販売店を設けた。各販売店は独立採算のフランチャイズ方式であり、フォードの宣伝だけでなく、モータリゼーションの象徴ともなった。新米ドライバーを助けるモータークラブが各地にできた。フォードは業務用に自動車を使おうと考える農夫にも積極的に売り込んだ。売り上げは急増し、数年間は毎年100%以上の伸びを示した。常にさらなる効率化とコスト削減に努め、1913年にはベルトコンベアによるライン生産方式を導入し、生産能力が大幅に強化された。一般にフォードがその方式のアイデアを考案したとされているが、当時の資料によればその方式を考案し発展させたのは Clarence Avery、Peter E. Martin、チャールズ・E・ソレンセン、C・ハロルド・ウィルズという従業員だった。ライン生産方式を採用することで、販売価格を低く抑えながらも販売数量を拡大することができ、企業利益を確保するという考え方を実現できた。この大量生産方式は他の工業生産にも応用され、20世紀の工業社会を可能にした。
1914年には販売台数が25万台を越えた。1916年には最も安価なモデルが360ドルという価格になり、販売台数は47万2千台に達した。
1918年までに、アメリカで保有される自動車の半分はT型フォードとなっていた。車体の色は黒ばかりだったが、フォードは自伝に「黒にしておけば、お客様が好きな色に塗り替えることができる」と記している。ライン生産方式を採用する以前、黒の塗料が最も乾きが早いので黒にしたという事情もある。実際、赤など他の色のT型フォードも販売されていた。T型フォードは1927年まで生産され続けた。最終的な総販売台数は15,007,034台で、1908年の登場から19年間で樹立した記録である。この記録は45年間破られなかった。
1918年、ウッドロウ・ウィルソン大統領はアメリカ合衆国上院選挙にてミシガン州で民主党から立候補するようフォードに依頼した。第一次世界大戦中だったが、フォードは平和主義を唱え、提案されていた国際連盟を強く支持した。結果、元アメリカ合衆国海軍長官で共和党から立候補したトルーマン・ニューベリに敗れた。
1918年12月、ヘンリー・フォードはフォード・モーターの社長職を息子エドセル・フォードに譲った。しかし最終決定権は保持し続け、しばしば息子の決定を覆した。そして Henry Ford and Son という新会社を設立し、フォード・モーターの重要な従業員を引き抜いた。これはフォード・モーターの他の株主を恐れさせ、株価が下がる前に株を売らせ、自身がその株を買い取ってフォード・モーターを完全に制御できるようにする企みだった。この策略はうまくいき、ヘンリーとエドセルが株式を占有して、フォード一族が会社の所有権を確保することになった。
1920年代半ばには、ライバルとなったシボレーやクライスラーが新しいデザインや多彩なカラーを導入したため、同じデザインで黒一色しかなかったT型フォードの売り上げは落ち込み始めた。息子の助言にもかかわらず、フォードはT型フォードのデザインを変更することには強く反対した。この時代には、T型フォードはいわば時代遅れとなっており、新しいデザインの車が求められたのである。また、他社がクレジットによる自動車購入プランを提供したのに対し、フォード社はクレジット販売をしなかった。エドセルは、クレジットの導入を勧めたが、ヘンリーはこれにも反対した。これは、そのような仕組みは経済に悪影響を与えるとの考えからであった。

### A型フォードとその後

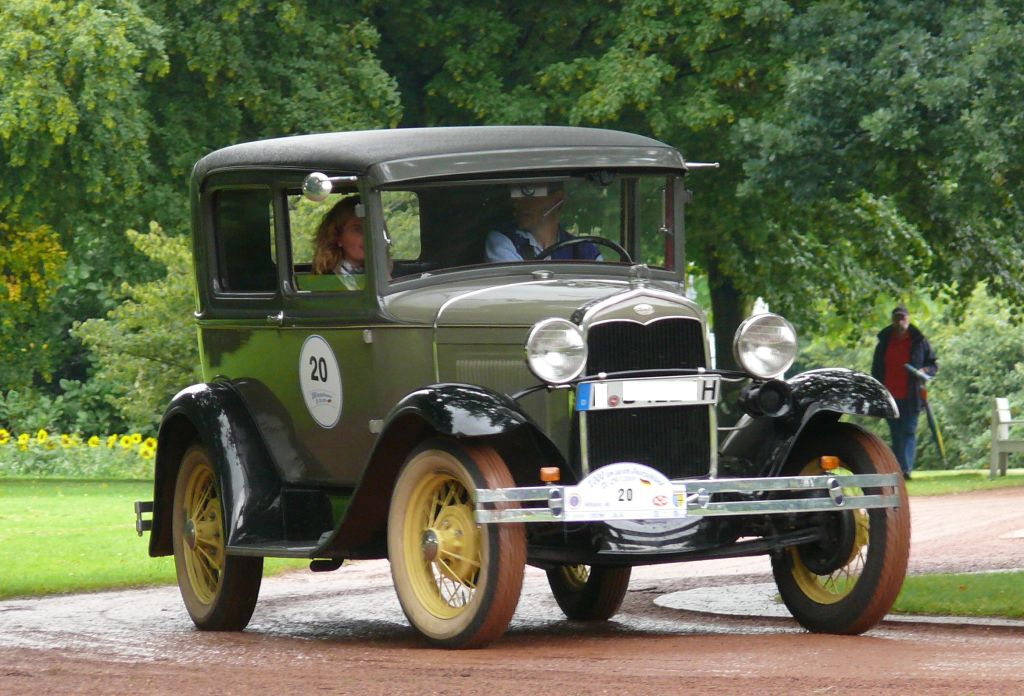
フォード・モデルA

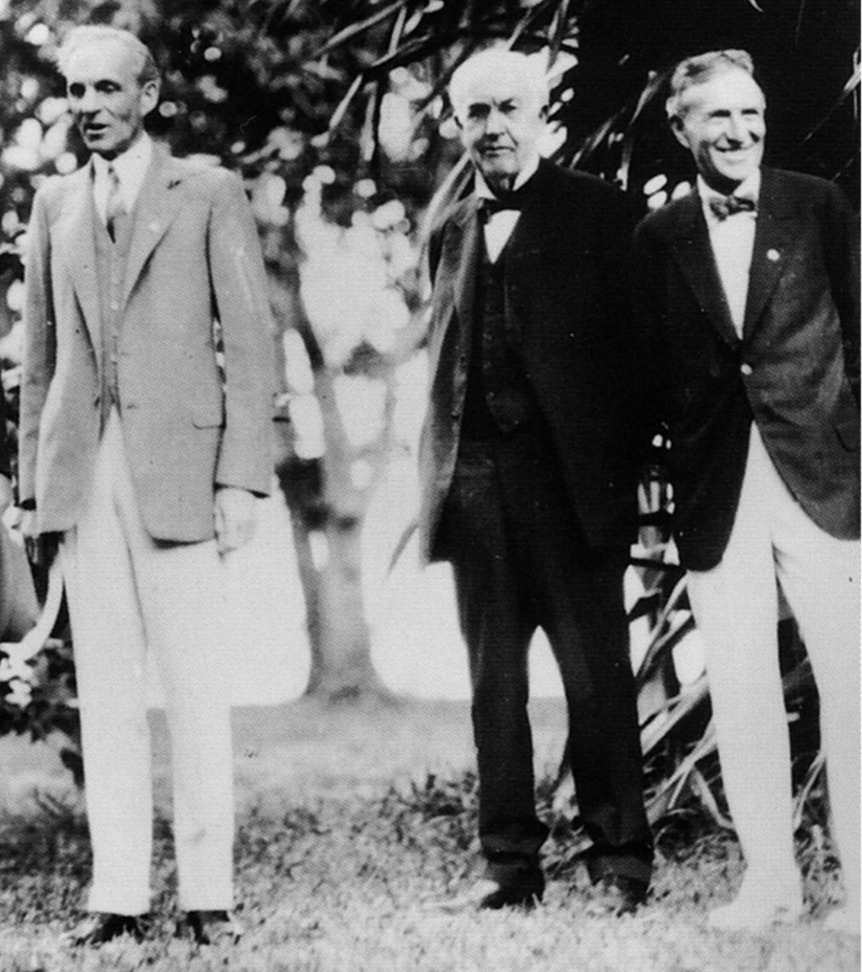
フォードとエジソンとファイアストーン（1929年2月11日、フロリダ州フォートマイヤーズ）

エドセルは、新しいモデルの投入が必要であることを父に説得しつづけた。ヘンリーは、1926年になってようやくそれを了承する。こうして、1927年12月にA型フォードが登場し1931年まで販売された（T型以前に初期のA型からB、C…、R、S、そしてT型まで試作車も含め連続したモデル名を使用していた。T型の次がU型でなくA型となったのは、長期に好評でフォード社をフォード社たらしめたT型の後は心機一転、仕切りなおしでA型から、となったからである。初期のA型からT型の間には豪華すぎて販売不振だったK型や、シンプルさが受けたN型、その発展型S型などがある）。エンジンやシャーシなど技術的設計はヘンリーが指揮し、息子には外観の設計を任せた。エドセルはまた、父の反対を押し切ってスライド型シフトのトランスミッションをなんとか採用した。
A型フォードは1927年12月に登場し、1931年まで総計で400万台以上が生産された。その後はゼネラルモーターズに倣って毎年モデルチェンジするようになった。クレジット販売へのフォードの反対は1930年代まで続いたが、結局 Universal Credit Corporation という子会社を創設し、同社は主要な自動車向けクレジット会社となった。
フォードは会計士を信じておらず、世界有数の巨額の財産を監査も受けずに蓄えていた。

### 労働哲学

#### 日給5ドル

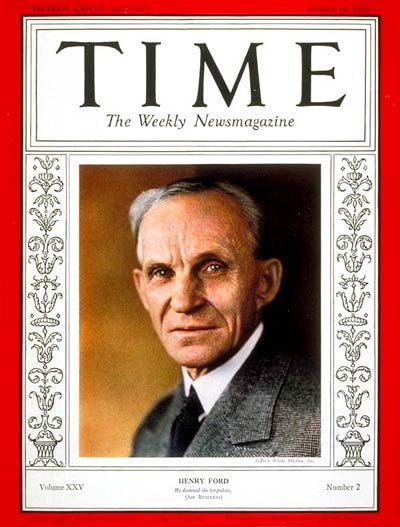
タイム誌、1935年1月14日

T型フォード生産の最盛期には、賃金は1日あたり6ドルとなった。また、さらに投資により、社の利益を共有する計画なども提供された。
フォードは福祉資本主義の先駆者で、転職率が高く毎年多数の労働者を新たに雇用しなければならない状況を改善するためもあり、労働者の待遇改善に努めた。最良の労働者を雇い続けることも効率向上の手段である。
1914年、日給5ドルを提示し、従来の賃金のほぼ2倍として世界を驚かせた。オハイオ州クリーブランドの新聞は、この発表について「この不況下の暗雲を突き抜けて目をくらませるようなロケットを放った」と評した。新たな労働者を雇う必要がなくなり、デトロイトで最上の機械工が集まったため、生産性が向上し、職業訓練コストが低減した。日給5ドルを発表したのは1914年1月5日のことで、熟練労働者の最低日給を2.34ドルから5ドルに引き上げるというものだった。また資料によって詳細は異なるが、1週間の労働時間も減らした。1922年の自伝によれば、週に6日間、1日8時間で48時間と記されており、1926年には週5日間の40時間労働となっている。
デトロイトはアメリカの中でも高賃金の都市だったが、フォードの賃上げのせいで競争相手は賃上げするか熟練労働者を失うかという状況に追い込まれた。さらに給料が増えた労働者は自分達が作っている自動車を購入できるようになり、経済的にもよい波及効果をもたらした。フォードはこの方針を賃上げというよりも利益分配だと説明した。フォードに日給5ドルを進言し納得させたのは当時のデトロイト市長 Couzens とも言われている。
利益分配の対象は6カ月以上勤続した素行に問題のない労働者に限られた。深酒やギャンブルなどの癖がある者は対象外とされ、素行調査のために50人の調査者とサポートスタッフを雇った。大部分の労働者は利益分配の資格を得ることができた。
フォードが従業員の私生活にまで踏み込んだことには批判もあったため、間もなく調査の手を緩めることにした。1922年の回想録では、このことについて過去形で記し、「産業界に温情主義の入り込む余地はない。従業員の私生活をのぞき込むことに依存した福祉は時代遅れである。人は相談と助け、しばしば特別な助けを必要とするが、全ては良識に則って行われるべきである。しかし従業員の待遇改善は外部での社会事業よりも産業を強固にし組織を強化する最良の手段である。我々は原則を変更せずに支払い方法を変更した」と記している。

#### 労働組合
一方でフォードは労働組合には強硬に反対した。フォードは1922年の回想録で組合についても記している。彼は、組合の何人かのリーダーの影響が強すぎ、彼らが表向きはよい動機で動いていたとしても、最終的に害を及ぼすことになると考えていた。組合の多くは雇用創出のために生産性を制限させようとしたが、フォードから見れば生産性向上はあらゆる経済的繁栄に必須の条件だったので、彼は組合を自滅的だと考えていた。
彼は生産性向上によって一定の職が失われたとしても、生産性向上によって景気が刺激され、新たな雇用が生まれると信じていた。フォードはまた、組合のリーダーは社会や経済の危機を恒久的に扇動することで自らの影響力を維持しようとする倒錯的な動機を持っていると信じていた。一方で賢い管理者は自らの利益を増大させるという動機で労働者を正しく遇すると信じていた（しかし、フォードは多くの管理職がその事実を理解していないことも認めている）。フォードは、良い管理職が左右（社会主義者と不良管理職）からの攻撃をかわし続ければ、最終的に不良管理職も組合も活動できない社会経済体制が作られるだろうと信じていた。
組合結成を防ぐため、フォードは元海軍でボクサーでもあったハリー・ベネットを総務部門のトップに据えた。組合結成の動きをつぶすため、ベネットは様々な威嚇戦略を実施した。特に有名な事件として、1937年5月26日、ベネットのボディガードらがウォルター・ルーサーを含む全米自動車労働組合の主要メンバーに暴行を加えた。そのとき現場には警察署長カール・ブルックスもいたが、彼はベネットの総務部門出身であり、暴行を止めようとしなかった。この事件は The Battle of the Overpass と呼ばれている。
1930年代末から1940年代初めにかけて、エドセル（当時の社長）は、暴力や仕事の放棄や行き詰まりを永遠に続けるわけにはいかないと考え、組合との団体交渉のようなものが必要だと考え始めていた。しかし父ヘンリーはそのような妥協を拒んだ。その後も結成されようとしている組合との交渉役をベネットに任せている。ソレンセンの回想録によれば、ヘンリー・フォードがベネットを交渉役にしたのは、合意を形成しないためだったことが明らかである。
フォード・モーターはデトロイトの自動車メーカーの中で最後まで全米自動車労働組合 (UAW) を認めなかった。1941年4月、UAWがフォードの工場で座り込みストライキを行った。ソレンセンの回想録によれば、取り乱したヘンリー・フォードは組合と妥協するぐらいなら会社をつぶすとまで言ったが、妻クララは家業をつぶすなら離婚すると言った。彼女は息子や孫に会社を引き継がせたいと考えていた。ヘンリーは妻の最後通牒に従った。一夜でフォード・モーターはUAWの契約条件に最も抵抗する会社から最も好意的な会社へと変貌した。1941年6月、契約書に署名が行われた。ただし、フォード・モーターにおける組合の完全な結成は、フォードが引退した1945年まで行われなかった。

## フォード航空機会社

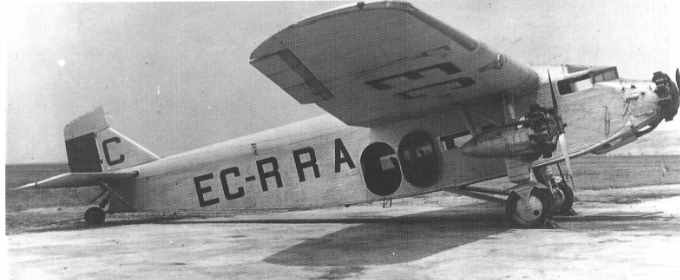
スペインの郵便航空会社が使用した Ford 4-AT-F (EC-RRA)

他の自動車会社と同様、フォードも第一次世界大戦中に航空機製造に乗り出し、エンジンを生産した。戦後は自動車製造に戻ったが、1925年フォードは Stout Metal Airplane Company を買収した。
フォードの最も成功した航空機は Ford 4AT トライモータで、波型の金属板を使ったことから「ブリキのガチョウ (tin goose)」と呼ばれた。アルミニウムの耐腐食性とジュラルミンの強度を兼ね備えたアルクラッドという新合金を採用している。フォッカーの VIIb-3M とよく似ており、フォードの技術者がフォッカーの機体をこっそり計測して真似をしたとも言われた。トライモータは1926年6月11日に初飛行し、旅客定員12名の旅客機として使われたが、乗り心地はよくなかった。アメリカ陸軍向けにいくつかの派生型も生産している。スミソニアン博物館はフォードが航空機産業を変革したとしている。世界恐慌で売り上げが低迷したため1933年に航空機製造から撤退するまでに199機のトライモータを生産した。
なお、第二次世界大戦中はB-24爆撃機を大量生産したことがある。

## 戦争と平和

### 第一次世界大戦
フォードは戦争を大いなる浪費と捉え、戦争反対の立場だった。戦争に資金提供していると思った人には非常に批判的になり、そのような行為を止めさせようとした。1915年、平和主義者シュヴィンメル・ロージカと親交を深め、第一次世界大戦が勃発したヨーロッパに Peace Ship を送り出す資金を提供することになった。フォードは170人の平和主義者と共にその船に乗船した。Samuel S. Marquis 牧師もこれに加わっている。Marquis は1913年から1921年までフォード・モーターの社会貢献部門を任されている。フォードはウィルソン大統領にもこの計画について話しているが、政府からの援助はなかった。彼らは中立国のスウェーデンとオランダに寄港し、平和活動家らと会談している。フォードは多くの嘲笑の対象となったため、スウェーデンに到着するや否や船を下りた。
フォードのイギリスの工場はトラックや航空機エンジンのほかに、食糧増産のためにトラクターを生産した。1917年、アメリカが参戦すると、フォード・モーターは航空機や対戦艇用のエンジンを生産するなど軍需も請け負っている。
1918年、ウッドロウ・ウィルソン大統領に請われ、ミシガン州の上院議員選挙に出馬。ウィルソンの提唱する国際連盟を支持する立場で選挙を戦ったが、大差で敗れた。

### 第二次世界大戦
フォードはアメリカの第二次世界大戦参戦に反対しており、国際的事業が戦争の進展を阻み繁栄を生み出せると信じていた。フォードは、「戦争とは、欲張った資本家が人類を殺戮することで利益を得ようとする行為」だと主張。1939年には、ドイツ海軍の潜水艦がアメリカの商船を雷撃したのも、アメリカ参戦によって利益を得ようとする資本家の陰謀だとさえ主張した。フォードが資本家と呼んでいるのはユダヤ人のことであり、第一次世界大戦もユダヤ人が戦争を助長したと告発している。
第二次世界大戦の準備段階から1939年の参戦において、フォードは交戦国と取引したくないと述べている。大恐慌時代を経験した他の実業家と同様、フォードはルーズベルト政権を完全には信頼せず、ルーズベルトがアメリカを戦争に向かわせたと思っていた。しかしフォードは、軍需品も含めてドイツと取引し続けた。1940年、フランス人捕虜を100から200人徴発して、フォード・ヴェルケで働かせ、1929年ジュネーヴ条約第31条に違反。そのころアメリカは参戦前でドイツとの外交関係を絶つ前であり、フォード・ヴェルケはフォード・モーター本社の監督下にあった。戦争の進展と共に労働力としてさらに捕虜を使うようになっていたが、ドイツ当局が捕虜の徴発を要求したわけではない。
ロールス・ロイスは同社の航空機エンジンマーリン（スピットファイアやハリケーンで使用）をアメリカで生産してくれるメーカーを捜し、最初に合意に達したのがフォードだったが契約は取り消された。アメリカが1941年後半に参戦を決めると、フォードもそれに従った。しかし、フォードの参戦支援は問題が多かった。
アメリカ参戦が決まると、フォードはミシガン州デトロイト近郊のウィローランにて新工場建設を命じた。1941年春に着工し、1942年10月にB-24爆撃機の1機目が完成している。その工場は世界最大の組み立てライン（33万平方メートル）を有していた。1944のピーク時には月産650機のB-24を生産していた。ウィローラン工場では総計9千機（総数の半分）のB-24を生産した。
1930年代末から度々心臓発作に襲われるようになり、フォードは名目だけの経営者になっていた。実際の決定は彼の名で他者が行っていた。1943年、エドセル・フォードの早すぎる死の後はヘンリー・フォードが社長に復帰したが、彼の精神力は衰えていた。実際の会社経営はチャールズ・E・ソレンセンを中心とした上級管理職や主要な技師らが行った。フォードは除け者にされていると感じ、ソレンセンが評価されていることに嫉妬を覚え、1944年にソレンセンを解雇した。フォードの不調による同社の衰退に対し、アメリカ政府は若手管理職の造反なども含めた対策を検討したことがある。幸い、終戦を迎えた時点でフォード・モーターは倒産することなく存続した。エドセルの未亡人はヘンリー・フォードの追放を画策し、息子ヘンリー・フォード2世が社長に就任し、全権を掌握した。

## 反ユダヤ主義
1918年、フォードの側近で秘書のアーネスト・G・リーボルドがフォードのために週刊紙ディアボーン・インディペンデントを購入した。同紙は8年前の創刊で、1920年から1927年までリーボルドが編集長を務めた。フォードはこの新聞の定期購読をアメリカ全土のフォード車販売店に義務づけ、ユダヤに関する記事を多数掲載した。
フォードの反ユダヤ主義には反発も強まり、ユダヤ系市民の間でフォード車の不買運動が発生した。米国ユダヤ教歴史協会は、この一連の記事を「移民排斥的、反労働者的、反アルコール飲料的、反ユダヤ主義的」と論評した。
フォードはディアボーン・インディペンデント紙に掲載された記事を集めて、1920年から1922年にかけて全四巻の『The International Jew（国際ユダヤ人）』(Dearborn Publishing Co.)を刊行し、ドイツをはじめ16か国語で翻訳された。
- Volume 1: The International Jew: The World's Foremost Problem (1920)
- Volume 2: Jewish Activities in the United States (1921)
- Volume 3: Jewish Influence in American Life (1921)
- Volume 4: Aspects of Jewish Power in the United States (1922)

フォードがユダヤ人を敵視するようになったのは、1915年末にフォードが各国に戦争を中止するために「平和巡航船」を巡航させた時であった。この企画の中心人物はハンガリー出身のユダヤ人フェミニスト・平和主義者のロージカ・シュヴィンメル で、ジャーナリストのハーマン・バーンスタインも同乗した。しかし、6年後の1921年にフォードは、船には「非常に尊大なユダヤ人」が2名(シュヴィンメルとバーンスタインのこと)乗っており、そのユダヤ人たちは、ユダヤ人が握っている金と権力、そして報道を支配している実態について語り、ユダヤ人だけが世界大戦を止めさせることができると述べたことに嫌気がさしたが、こうして戦争と革命の原因を見抜いたと述べた。
1920年代のアメリカではロシア革命はユダヤ人が起こし、またアメリカが第一次世界大戦に参戦させられたのもユダヤ人だとするアメリカの反ユダヤ主義が隆盛していた。
ディアボーン・インディペンデント編集者には、アングロ・イスラエリズムの影響を受けた宗派ブリティッシュ・イズリアライツに属するカナダの記者ウィリアム・キャメロンがいた。キャメロンはユダヤ人は古代イスラエル12部族の一つにすぎず、イスラエルの民を代表するものではないし、ユダ族は聖書時代から常に不和の種を撒いてきたと論じた。1921年のフォード名義の記事で「ユダヤ人は2000年間平和な生活を送ることができなかったし、今日でも衝突で引っ掻き回す運命にあるが、イスラエルの失われた10支族（アングロサクソン人のこと）に「反セム主義」と告発できるとは誰も考えない」と述べるなど、アングロ・イスラエリズムの影響が見出される。
フォードは1920年5月22日付けの同新聞で「ファンがアメリカ野球についての問題を知りたいなら、それは3語で表せる。"too much Jews"（ユダヤ人が多すぎる）だ」と発言した。同紙の反ユダヤ主義は反共主義とも通じており、『共産主義者の75%がユダヤ人である』等という記事も掲載された。
アメリカでの反ユダヤ主義の隆盛に対して1920年12月、アメリカユダヤ人委員会は冊子「議定書、ボルシェヴィズム、ユダヤ人」を発行し、反論した。12月24日、ユダヤ教、カトリック、プロテスタント三宗派連合で少数民族とユダヤ人への迫害を断罪する共同声明を発表した。この三宗派共同声明では、ユダヤ人のなかには革命運動で際立った役割を果たしていることは認めるし、ユダヤ人は他の民について言えるように、善人も悪人もいるが、スラム、炭鉱、家畜処理場でユダヤ人が憎しみを減ずるものでなかったことについてはアメリカ人は恥をもつことになるだろうと述べられた。
1921年1月16日のウッドロウ・ウィルソンら歴代大統領ほか著名人の共同声明は、フォードらの反ユダヤ主義は反アメリカ的で反キリスト教的であると非難した。『アメリカ』誌はフォードに抗議するユダヤ人について、ユダヤ人の素早さは称賛すべきであると報道した。
1921年2月、New York World 紙でフォードは「私が唯一言えることは、その内容が実際に起きてきた出来事と一致しているということだけである」と述べている。その間、フォードは彼の70万部を発行する新聞を通して「極右的傾向と宗教的先入観を持った著名なスポークスマン」として活動しはじめた。
1921年に「ディアボーン・インディペンデント」紙は、ロンドンとニューヨークに代理政府を置いている「オール・ジュダーン(All Judaan)」はドイツへの復讐に成功したあと、イギリスを手中に収め、ロシアもユダヤ人に敗北してしまうだろうと述べて、寛容なアメリカはユダヤ人にとって約束の地なのだと述べた。また、フォードはニューヨークのユダヤ人はロシア最後の皇帝に代わる人物を任命したとも述べた。この記事に対してルイス・マーシャル弁護士は抗議したが、フォードはマーシャル弁護士の精神的均衡こそ疑わしいと反論した。フォードのユダヤ人批判に対して、ジェイコブ・シフはここでフォードと揉めると大火事になってしまうと考え、抗議を断念した。
さらに同紙は『シオン賢者の議定書』の紹介を始め、1921年8月には『シオン賢者の議定書』のアメリカ版が出版され、経済界有力者や国会議員の手に入った。同じころロンドンでタイムズ誌でそれが偽書であるとの報道がなされた。
1921年末、フォードは、南北戦争を誘発したのはユダヤ人であり、リンカーンを暗殺したのもユダヤ人であると述べた。
作家チェスタトンはフォードを訪ねた後、フォードは慈善家であり発明者であり芸術家であるが、「このような人間がユダヤ人問題の存在に気づいたというのなら、それは現実にユダヤ人問題が存在するということの証拠である。それは断じて反ユダヤ的な偏見のなせる業ではない」と評した。

### 「ディアボーン・インディペンデント」裁判
しかし、1922年には「ディアボーン・インディペンデント」に掲載される反ユダヤ記事の間隔が開き始め、またサンフランシスコの弁護士でユダヤ系農場の協同組合を組織したアーロン・サピロ（Aaron Sapiro）から名誉毀損で訴えられた。
名誉毀損防止同盟 (ADL) はフォードは新聞記事でユダヤ人に対するポグロムや暴力を明確に非難している一方で、集団暴力事件を起こしているとしてユダヤ人を非難している。ADLは著名人を集め、フォードのメッセージに公然と反対し、デトロイトの新聞で反対意見を掲載し続けた。
実はフォードは新聞記事を書いたことはなく、単にフォードの名前を記事の署名として使うことを許していただけだったという。実際、彼がほとんど何も書いていないという証拠も法廷に提出された。友人や仕事の関係者はディアボーン・インディペンデント紙の内容についてフォードに忠告したが、フォードは見出しを読んだだけで中身を読んでいなかったという証言もある。フォードの名で記事を書いた編集者ウィリアム・キャメロンは裁判で、フォードは論説と無関係であり、フォードと内容について議論したこともないし、内容を承認してもらうためにフォードのところに出向いたこともないと証言した。しかし、裁判ではフォードがインディペンデント紙の内容を出版前に知っていたとする証拠も提出された。ディアボーン・インディペンデント紙の元従業員 James M. Miller がフォードからサピロのことを暴き立ててやるつもりだと聞かされたと宣誓証言したことで、この不合理な証言の信憑性は徐々に蝕まれていった。また、キャメロンがフォードの指示なしで出版し続けたというのは関係者には想像できないことだった。
ユダヤ人とキリスト教自由主義者らによるフォード車不買運動もインパクトがあり、フォード車の販売が急落した。客にインディペンデント紙を渡していた販売店は、廃刊になる前には配られた同紙を買い占めて廃棄せざるを得なくなっていた。
フォードは1927年夏に同紙を廃刊し、ADLの Sigmund Livingston にそれまでの見解を取り消し謝罪する旨の公開書簡を送り、これまでの反ユダヤ主義出版物を廃棄した。フォードの謝罪は歓迎された。1927年7月にフォードが受け取った数百通の手紙のうち、5分の4はユダヤ人からで、彼らはほぼ例外なくフォードを賞賛していた。『国際ユダヤ人』については著作権が複雑化していたが、フォードが訴訟を起こし、1942年に出版停止となった。
他方、フォード・モーターは黒人を積極的に雇用し、また女性や身体障害者もいち早く雇用している。ユダヤ人労働者や供給業者から告発されたことはなかった。また、フォードと親しかった有名なユダヤ人としてデトロイトの裁判官ハリー・ケイダンがいる。ビジネス上はユダヤ人の優秀さも買っており、フォードの工場はユダヤ系のアルバート・カーンに設計させている。
なお、フォード以後も、飛行家チャールズ・リンドバーグやカトリック司祭チャールズ・コグリンは1930年代に反ユダヤ主義発言を主張した。
フォードはワーグナー、チェンバレン、ヒトラーと同じく菜食主義者であり、強い酒、コーヒー、紅茶、タバコを御法度としたが、こうした「異物拒否」の強迫がユダヤ人に差し向けられたとポリアコフは見ている。

## ナチス・ドイツおよびフォルクスワーゲンとの関わり

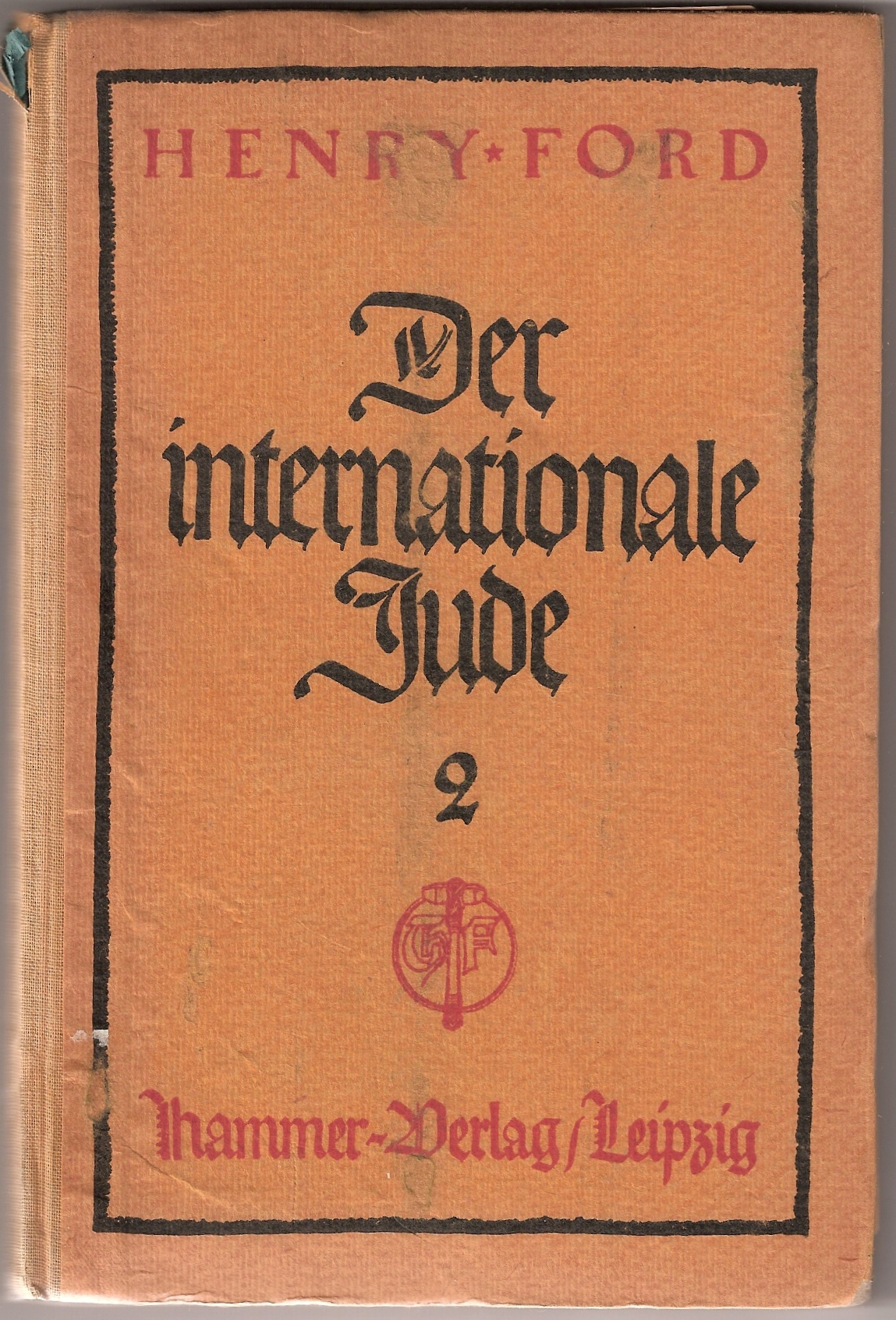
「国際ユダヤ人」のドイツ語版

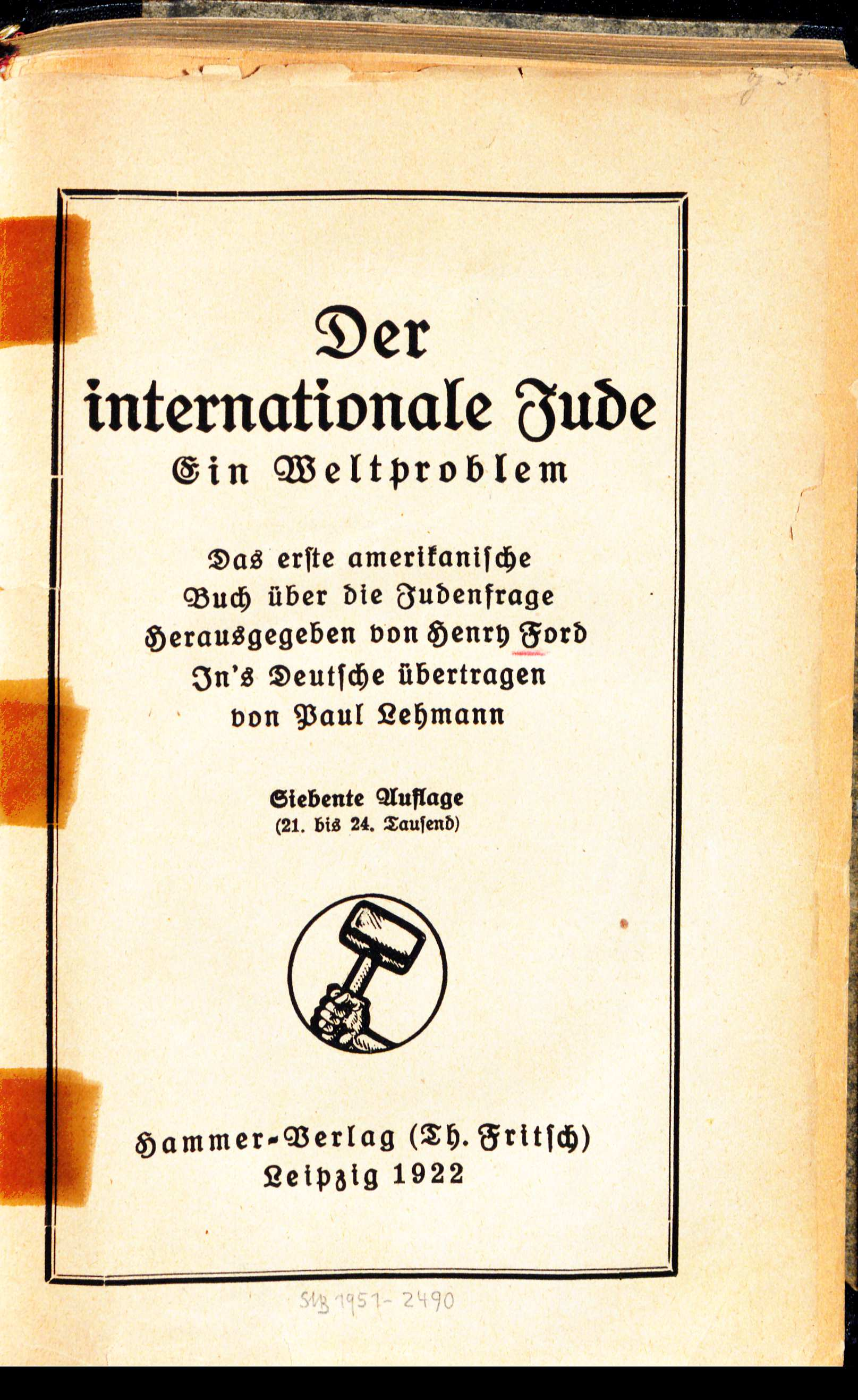
『国際ユダヤ人』ドイツ語版、1922年

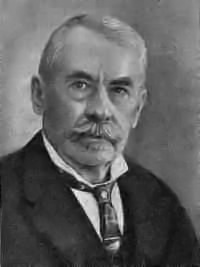
テオドル・フリッチュ（Theodor Fritsch）

フォードの『国際ユダヤ人』はドイツおよび国家社会主義ドイツ労働者党（通称ナチス）に大きな影響を与えた。1922年、フォードの『国際ユダヤ人』ドイツ語版が反ユダヤ主義の活動家で出版者のテオドル・フリッチュ（Theodor Fritsch）によって刊行された。ドイツ語版では注釈がおびただしくあり、フォードが「ユダヤ人には悪玉も善玉もいる」と書いた箇所については「これは恐るべき幻想であり、全ユダヤ人が一体となって人類を蔑んでいるのである」とフォードを批判した注釈もあった。
ベルリナー・ターゲブラット紙やニューヨーク・タイムズ紙は1922年12月に、フォードはナチスを財政支援していると報道した。
1923年頃、フォードが大統領選挙に立候補するという噂が流れ、「シカゴ・トリビューン」紙はヒトラーの取材を行い、彼のコメントを掲載した。「私はすぐにでも突撃隊員を率いて彼の選挙運動を支援したいと思う。（中略）彼、ハインリヒ（ヘンリーのドイツ式）・フォードこそは米国におけるファシズム運動育成の指導者である」 。この報道は、再びユダヤ系グループの反発を招き、大きな非難を受けた。
1923年には、アドルフ・ヒトラーは自宅の居間にフォードの写真を掲げ、来訪者に『国際ユダヤ人』をプレゼントしたという。ヒトラーの著書『我が闘争』で唯一言及されているアメリカ人がフォードだった。ヒトラーは「フォードは（ユダヤ人たちの）憤激に対抗し、1億2000万人の国家の支配者たちから完全な独立を維持している偉大な男」と記している。また、『国際ユダヤ人』からの引用と思われる部分も存在する。1931年、Detroit News 紙の記者への談話として、ヒトラーはフォードの「インスピレーション」を評価すると述べ、机の横にフォードの等身大の肖像を置いていると述べた。ヒトラーはフォードを尊敬しており、「彼の理論をドイツで実践するためベストを尽くしたい」と述べ、T型フォードをモデルとしてフォルクスワーゲンを作らせた。
1924年、ハインリヒ・ヒムラーは書簡でフォードを「我々の最も貴重で重要で機知に富んだ闘争者」と評している。
1924年2月1日、作曲家リヒャルト・ワーグナーの息子ジークフリート・ワーグナーとその妻ヴィニフレートの紹介でヒトラーの代理人クルト・リューデッケがフォードの家を訪問し、ナチ党への援助を依頼したが、フォードは断わったとされる。
1927年にそれまでの反ユダヤ発言を撤回し、謝罪したフォードはドイツ語版『国際ユダヤ人』の回収を出版者フリッチュに依頼したが、フリッチュは損害賠償を要求したため、回収を断念した。後にナチスの機関誌『フェルキッシャー・ベオバハター』はフォードが謝罪したことについて、ユダヤ人銀行家が英雄的な老兵をねじ伏せたと評した。
1937年1月、Detroit Jewish Chronicle 紙に「『国際ユダヤ人』として知られる本のドイツでの出版とは全く無関係」とのフォードの言が掲載された。

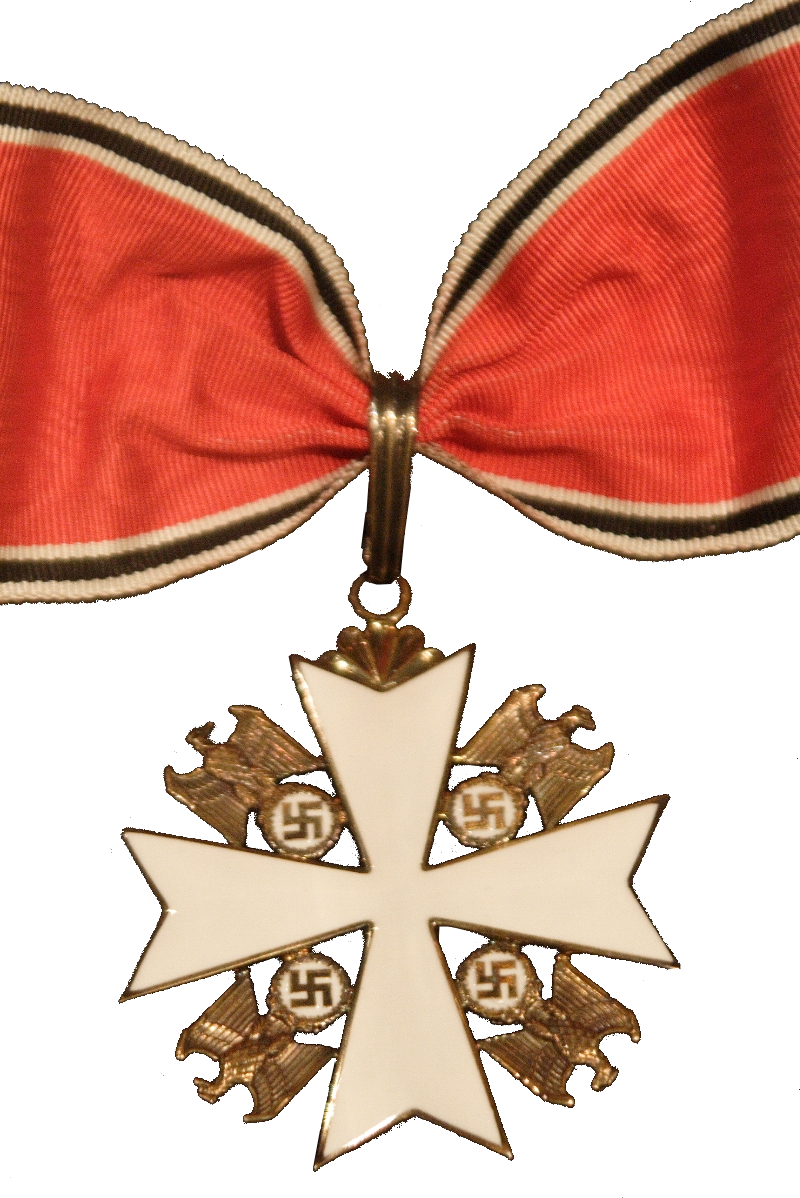
ナチス・ドイツからフォードに贈られた大十字ドイツ鷲勲章

第二次世界大戦勃発前の1938年7月、クリーブランドにてドイツ領事がフォードの75歳の誕生日に大十字ドイツ鷲勲章を贈った。ナチス・ドイツが外国人に与える最高位の勲章である。当時、すでにドイツによるユダヤ人迫害の情報はアメリカにも伝わっていたが、フォードは「勲章を捨てるつもりも返すつもりもない」と言明した 。ゼネラルモーターズの海外担当副社長 James D. Mooney にも同様の勲章が贈られた。
ニュルンベルク裁判で、ウィーンの軍政長官として65,000人のユダヤ人をポーランドに追放したヒトラーユーゲントのリーダーバルドゥール・フォン・シーラッハは次のように証言した。
私や同僚が読んで影響を受けた反ユダヤ主義の本は…ヘンリー・フォードの『国際ユダヤ人』だった。私はそれを読み、反ユダヤ主義者になった。私や友人たちにとってヘンリー・フォードは成功の象徴であり進歩的社会政策の代表だったので、その本に大きな影響を受けた。 
他方、第二次世界大戦中のフォードの側近は、フォードが80歳のころナチスの強制収容所の映画を鑑賞し、その中の残虐行為に恐れおののいていたと述べている。
フォードのナチス財政支援についてポリアコフは考えられない事態であり、ヒトラー、ヒムラー、シーラッハなどのナチス党員がフォードの著作を好んだとしても、それは一方通行の好感であったとしている。
しかし、1977年、ヒトラーの代理人リューデッケをフォードに紹介したヴィニフレートは、1924年の面会の数年後にフォードはヒトラーへの資金提供を手伝ったと証言した。ただし、フォード・モーターはナチスへの寄与を否定しており、証拠書類も見つかっていない。

## 国際的事業展開
フォードの経営哲学は、アメリカ合衆国の経済的自立を目指したものだった。フォード・モーターのリバールージュ工場は、鉄鋼から生産する垂直統合を実現した世界最大の工場となった。フォードが目論んだのは、海外との貿易に依存することなく一から自動車を生産することだった。彼は国際貿易と国際協力が世界平和をもたらすと信じ、そのモデルとしてT型フォードの生産ラインを作り上げた。
1911年、イギリスとカナダに組み立て工場を建設し、間もなく両国でも最大の自動車メーカーとなった。1912年、ジョヴァンニ・アニェッリのフィアットと共同でイタリアに組立工場を建設。1920年代にはハーバート・フーヴァーの勧めもあってドイツにも進出した。1920年代にはオーストラリア、インド、フランスにも工場を建設し、1929年には世界中に販売店網ができている。
また、1920年代にフォードは、ブラジルのパラ州にて、フォードランディア(Fordlandia)と呼ばれるゴム・プランテーションを展開すべく、広大な土地を買い付けた。これは、フォード社の車にゴムタイヤを安定供給するために、ゴム園のほか、その工場や、労働者・家族のためのアメリカ風の街を、アマゾンの奥地に設けたものであった。しかし、現地従業員にアメリカ風の食事が受け入れられず暴動が発生したり、素人による植生を全く無視したゴムの植付けなどにより南米葉枯病というゴムの木を枯らす重大な病気が蔓延して失敗し、パラ州内でプランテーションを移転させるも、移転先でも同じ病気のために失敗した。結局1945年に、フォード社はブラジルでの土地をブラジル政府に売却し、ゴム栽培から撤退した。ブラジルでは、この病気のために現在もゴムの供給を天然のパラゴムノキに依存している。
さらに1929年には、ヨシフ・スターリンから、ゴーリキー（現在のニジニ・ノヴゴロド）に工場を建設しないかと持ちかけられた。アメリカから技術者らを派遣して立ち上げを支援し、その中には後の組合のリーダーウォルター・ルーサーもいた。
フォード・モーターはアメリカが外交関係を持つどんな国でも事業を行う方針だった。自動車販売（と時には現地での組み立て）を行う支社を各国に創設している。
- オーストラリア・フォード
- イギリス・フォード
- アルゼンチン・フォード
- ブラジル・フォード
- カナダ・フォード
- ヨーロッパ・フォード
- インド・フォード
- 南アフリカ・フォード
- メキシコ・フォード
- フィリピン・フォード

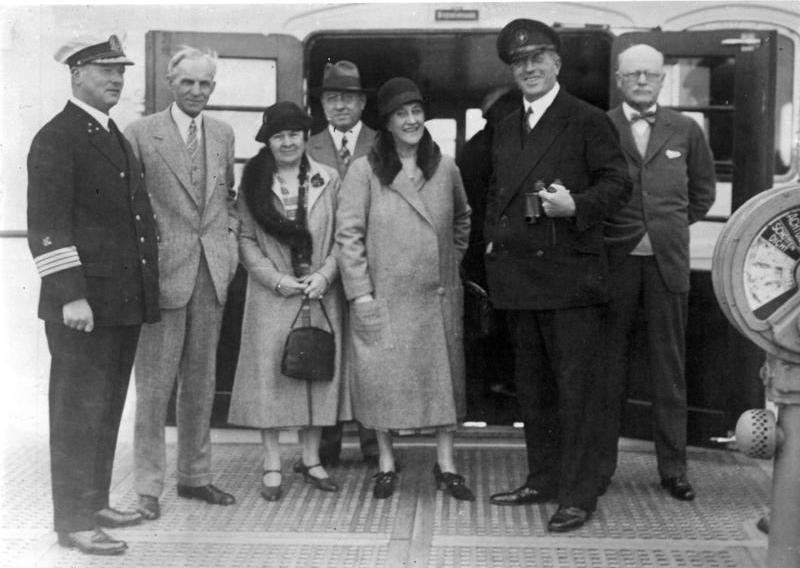
ドイツでのヘンリー・フォード（1930年9月）

1932年、フォード・モーターは全世界の自動車生産の3分の1を占めていた。ヨーロッパ、特にドイツでは「ある者は恐れ、ある者は心酔し、全ての人々を魅惑する」と評された。ドイツではフォーディズムがアメリカの基本的理念を代表しているように受け取られた。フォードが示した生産規模・生産速度・標準・哲学はドイツ人にとってアメリカ文化の代表例だった。フォーディズムは信奉者からも批判者からもアメリカ資本主義発展の典型とされ、自動車産業がアメリカの経済や社会を理解する鍵とされた。あるドイツ人は「自動車はアメリカ人の生活を根底から変えており、今では自動車のない生活は想像できない。フォード氏が救世主義を説きはじめる以前、どんな生活だったのかを思い出すことさえ難しい」と記している。多くのドイツ人にとってフォードは成功したアメリカ主義の本質を具現した者だった。
My Life and Work でフォードは、貪欲さや人種差別や近視眼的行為が排除されれば、経済と技術の発展によって植民地主義や新植民地主義に基づく貿易がなくなる日が訪れ、全人類が真の恩恵を受けるようになると予測している。この考え方は漠然としているが、理想主義的である。

## レース

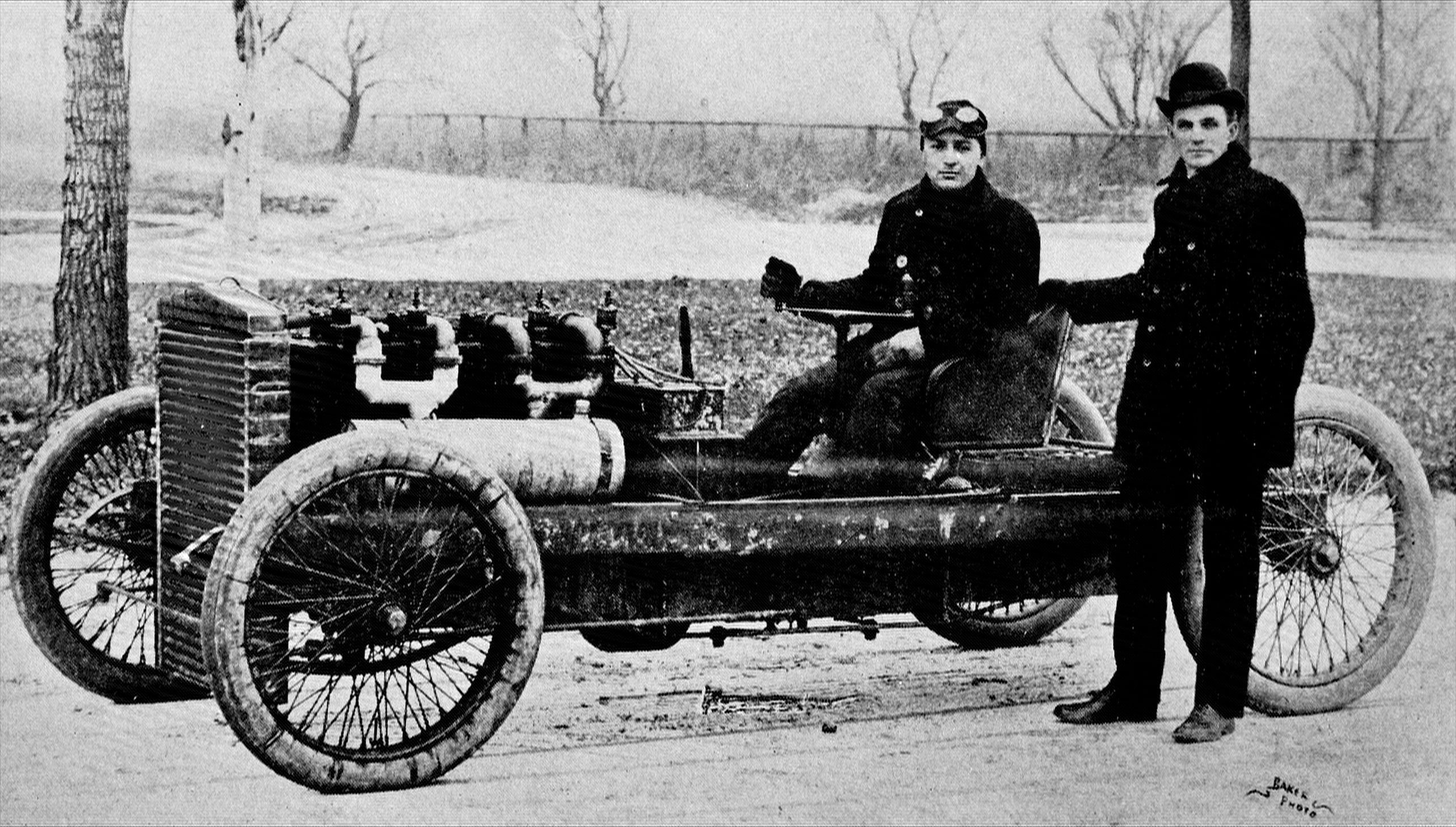
Ford 999 とフォード（右）とバーニー・オールドフィールド（1902年）

1901年から1913年までフォードは自動車レースへの関心を持ち続け、レースカーを製作しドライバーとして参戦していたが、後には専門のドライバーに運転させた。1909年、アメリカ横断レースにT型フォードを改造した車で参戦し1位でゴールした（後に失格とされた）。1911年には Frank Kulick の運転で1マイル (1.6km) のスピード記録を更新。1913年、改造したT型フォードでインディ500に参戦しようとしたが、車体重量が1,000ポンド (450kg) 足りず断念した。スポーツとしてのルールの不備を指摘し、その後レースに参加することはなかった。
My Life and Work でフォードは、レースについて否定的な論調で書いている。彼が1890年代から1910年代にかけてレースに参戦したのは、単に自動車の価値を証明するためだったとしている。しかしフォードはその考え方を改めた。そしてその後もレースに参戦していたら、フォード・モーターの自動車が勝っていただろうとしている。同著でフォードは、交通、生産効率、値ごろ感、信頼性、燃費、経済発展、オートメーションなどの理想を語っているが、単にある地点からある地点へ素早く移動するという考え方にはほとんど言及していない。
それにもかかわらず、フォードはレースに参戦していた時代に自動車レースに大きな影響を与え、1996年にアメリカのモータースポーツ殿堂 (Motorsports Hall of Fame of America) 入りを果たしている。

## 発明家
フォードは発明家でもあり、アメリカで161の特許を取得している。
フォードは物質科学および材料工学に関心を持っていた。バナジウム鋼の採用に熱心で、金属材料の研究開発にも熱心だった。
また、農産物からプラスチックを製造することにも関心があり、特にダイズからプラスチックを製造することに熱心だった。そのためにジョージ・ワシントン・カーヴァーとも親交を結んだ。ダイズから生産したプラスチックは1930年代のフォード車で使われた。最終的に1942年、Soybean Car というほぼ全体をプラスチックで作った自動車の特許を取得。鋼製の自動車より30%も軽量化され、鋼製よりも10倍の強度があった。さらに、ガソリンではなくアルコール（エタノール）を燃料としていた。しかし、その設計が広く受け入れられることはなかった。当時まだ実験段階だった集成材やバイオ燃料にも関心を持ち、木綿の潜在的用途にも関心を持っていた。"Kingsford" の商標名で販売された成形木炭の開発にも貢献している。義理の兄弟E・G・キングスフォードがフォードの工場から出た木材の廃棄物から成形木炭を作ったのである。
トーマス・アルヴァ・エジソンとは友人であり、またヘンリーが技術者としてスタートしたのがエジソンの経営する研究所だったため、エジソンは上司的存在でもあった。年齢差が16歳あったが、ヘンリーが独立し、フォード・モータースを立ち上げた後もエジソンとは生涯に渡り親交を続け、エジソンが実用的なアルカリ乾電池を作るとすぐさまT型に採用、エジソンの研究所が火事で焼けた際には無利子で資金援助を行った。1929年には白熱電灯発明50周年の記念祭をヘンリーが主催し、電球発明時のメンローパークの研究所を建物からすべて再現した。82歳のエジソンはそれに驚き、感動しながら電球発明を再演したという。ヘンリー自身は後にエジソンを「発明家としては優秀だったが、経営者としては最悪だった」と評価している。

## 晩年
1943年5月、フォード・モーター社長を務めていた息子エドセルが癌で亡くなった。年老いて病気がちだったヘンリー・フォードは社長に復帰。そのころフォードは心臓の血管に問題を抱えており、精神的にも一貫性がなく、疑い深くなっており、そのような職務には不適当な状態だった。
管理職の多くは彼を社長に迎えることを歓迎しなかった。しかしそれまでの20年間、公的には何の役職にも就いていなかったにもかかわらず、彼は同社を事実上経営していた。取締役会や経営陣がフォードに反抗したことはなく、社長に復帰した時点でもそれは変わらなかった。取締役会はフォードを社長に選び、終戦まで社長を務めた。その間に同社は衰退しはじめ、1カ月で1000万ドル以上の損失を出した。フランクリン・ルーズベルト大統領の政権は軍需生産を維持するために同社を国有化することも検討したが、実際には行われなかった。

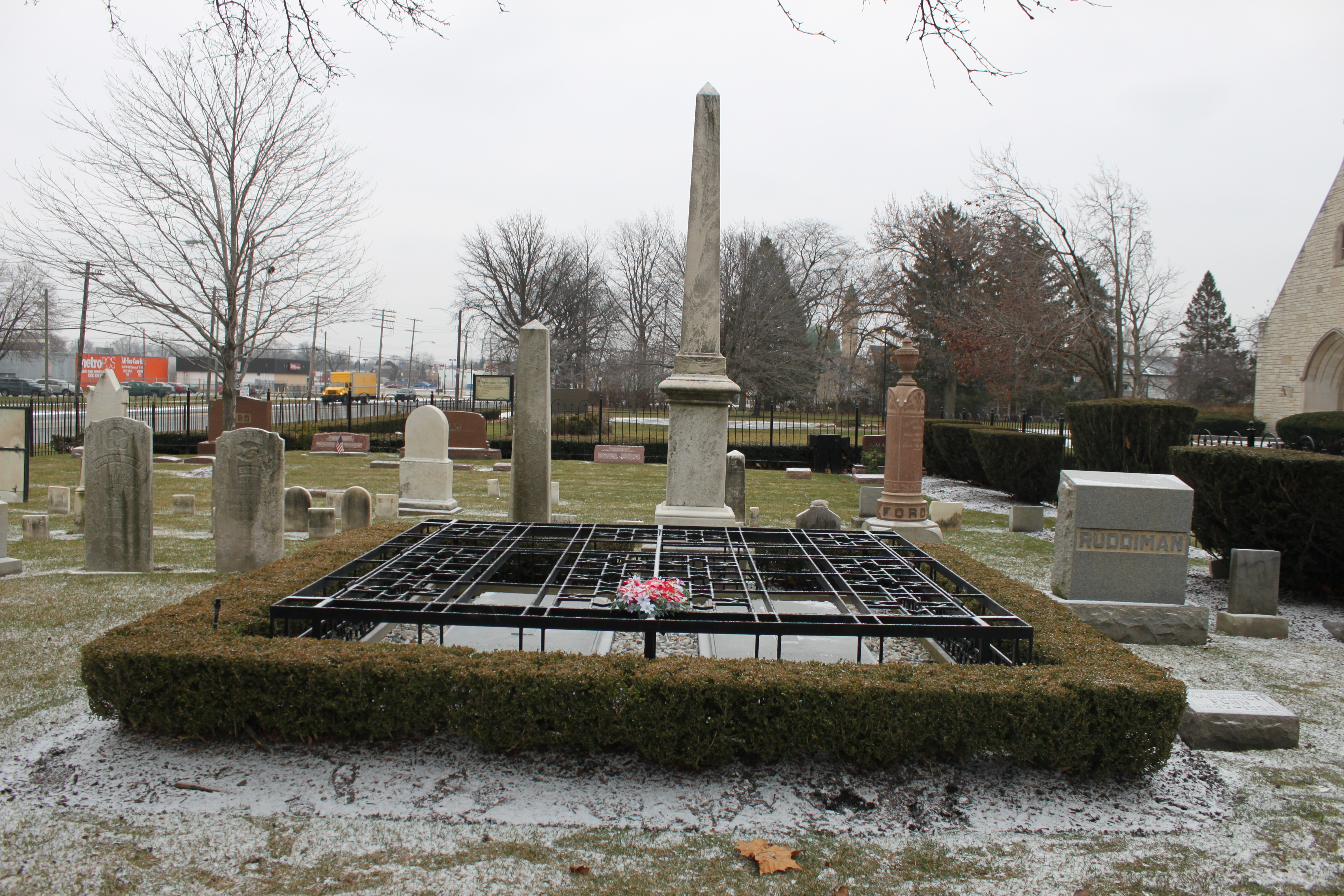
フォードの墓

1945年9月、健康状態の悪化を理由にフォードは孫のヘンリー・フォード2世に社長の座を譲り引退した。ヘンリー・フォード2世は、1947年に保守派を一掃するためベネットを解雇している。1947年、83歳でディアボーンにて脳内出血で死去。グリーンフィールド・ビレッジで行われた通夜には1時間に5,000人の弔問客が訪れた。葬儀はデトロイトの教会 (Cathedral Church of St. Paul) で執り行われ、デトロイトの墓地に埋葬された。

## 栄誉
- フォードは1967年、エジソンは1969年に、それぞれ自動車殿堂入りをしている。
- 1965年から1978年にアメリカ合衆国郵便公社が発行した著名なアメリカ人を題材にした切手のシリーズで、フォードも切手になっている。
- 1928年、フランクリン協会（英語版）のエリオット・クレッソン・メダルを受賞
- 1938年、ナチス・ドイツ政府から「大十字ドイツ鷲勲章」を受章[34]
- 1944年、ワシントン賞を受賞

## 逸話
- 名言
  - 「奉仕を主とする事業は栄え、利得を主とする事業は衰える」
  - 「ほかの要因はさておき、我々の売上は、ある程度賃金に依存しているのだ。より高い賃金を出せば、その金はどこかで使われ、ほかの分野の商店主や卸売り業者や製造業者、それに労働者の繁栄につながり、 それがまた我々の売上に反映される。全国規模の高賃金は全国規模の繁栄をもたらす」
- フリーメイソン会員だった[104][105]。
- フォードの牧師サミュエル S. マルキスによれば、フォードは転生を信じていた[106]。
- 1914年、タバコの危険性が多くの研究者や著名人によって証明されたとする本 "The Case Against the Little White Slaver" を若者向けに出版した[107]。
- ジョージア州リッチモンド・ヒルに別荘を持っていた。その地元への貢献として礼拝堂や学校を建設し、多くの地元民を雇用した。
- フォードはアメリカ文化に関心を持っていた。1920年代、マサチューセッツ州サドベリーを歴史テーマパークにする事業を開始。マサチューセッツ州スターリングにあった童謡「メリーさんのひつじ」に縁のある学校の校舎を移築し、歴史ある Wayside Inn を買い取った。この計画は完成しなかった。同様の試みとしてフォードは、ミシガン州ディアボーンにヘンリーフォード博物館を含むグリーンフィールド・ビレッジを作り、歴史的建築物の収集を行った。博物館には主に実用的なテクノロジーに関するものを収集している。1929年、Edison Institute として開館し、展示は変更されているが今も運営されている。

## 関連作品

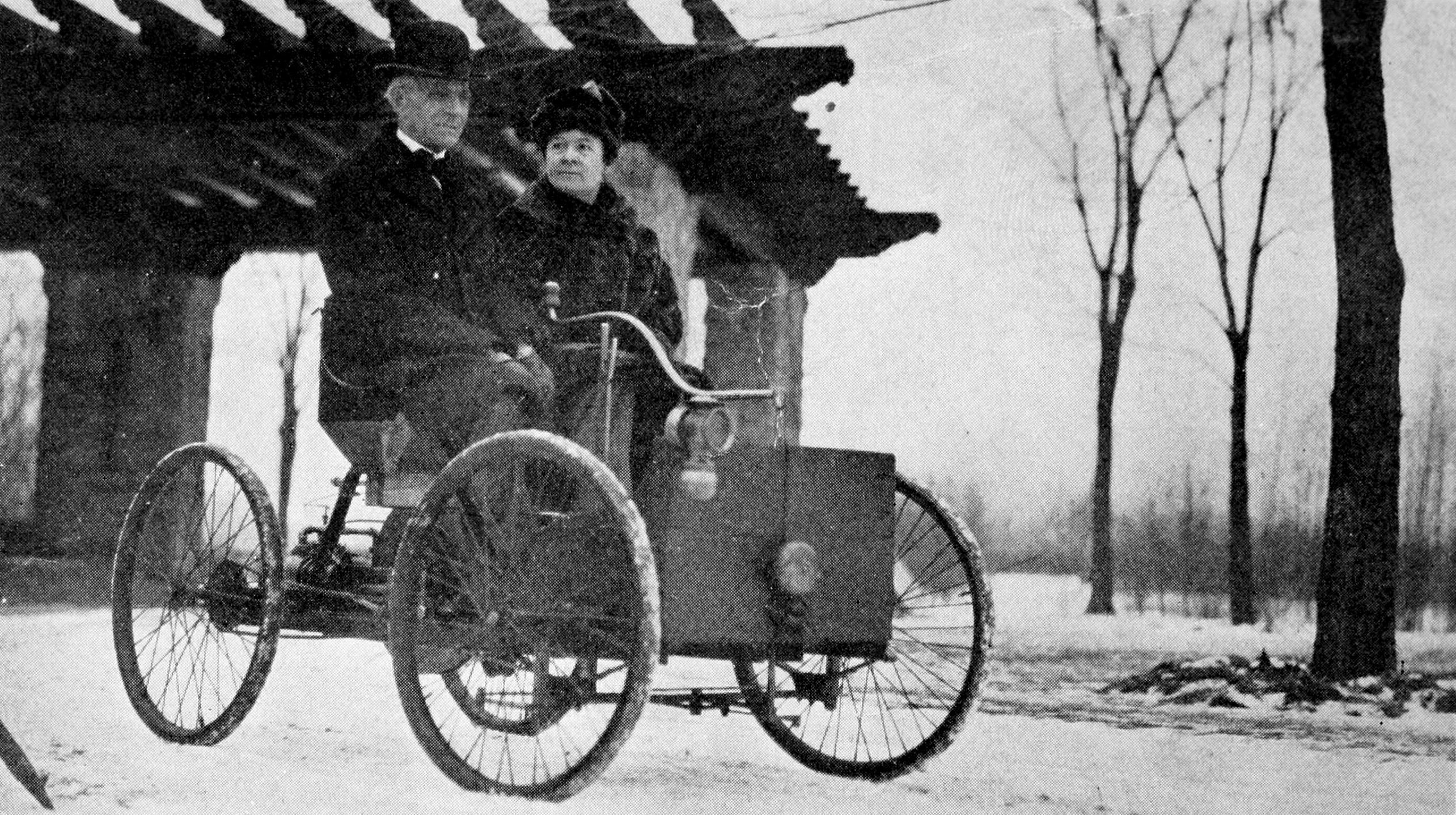
最初に製作した自動車に乗ったヘンリー・フォード夫妻

- ドキュメンタリー映画 Jews and Baseball: An American Love Story(2010年）は、ピューリッツァー賞受賞作家 アイラ・バーコウの脚本である。
- オルダス・ハクスリーの『すばらしい新世界』(1932) にて、社会はフォード主義となっており、西暦に代わって「フォード紀元」AFが採用されている。
- アプトン・シンクレアの The Flivver King (1937) は、フォードを題材にしたフィクションである。
- 作曲家ファーディ・グローフェは、ヘンリー・フォードを称える交響詩を1938年に作曲している。
- 歴史小説にもしばしば登場しており、E・L・ドクトロウの『ラグタイム』(1975)、リチャード・パワーズの『舞踏会へ向かう三人の農夫』(1985) などがある。
- 1986年に出版された伝記 Ford: The Men and the Machine は1987年に『自動車王フォード 愛と哀しみのアメリカン・ドリーム』としてテレビ映画化されており、クリフ・ロバートソンやマイケル・アイアンサイドが出演している。
- フィリップ・ロスの歴史改変もの The Plot Against America (2005) は、チャールズ・リンドバーグが大統領になりフォードがアメリカ合衆国内務長官になる設定である。
- ゲームアサシン クリード ブラザーフッド(2010)の中で、シリーズ中の架空の歴史上で、フォードはテンプル騎士団とその関連企業アブスターゴ・インダストリーズ創設に関わる人物という設定であることが明らかにされている。